# Liste de périphrases désignant des pays
 (décembre 2017).
Si vous disposez d'ouvrages ou d'articles de référence ou si vous connaissez des sites web de qualité traitant du thème abordé ici, merci de compléter l'article en donnant les références utiles à sa vérifiabilité et en les liant à la section « Notes et références ».
Parfois, des territoires sont désignés au moyen de périphrases dont les origines sont diverses : appellations locales anciennes (cf. Maroc, Chine, Japon ou Corée), caractéristique géographique (cf. France ou Italie), ou encore stéréotype (cf. Norvège, Australie…). Ces appellations ne correspondent pas toujours exactement aux frontières officielles des États (en particulier, l'Hexagone ne prend pas en compte les DOM, la Corée est un ensemble comprenant deux États).
Les spécialités ne sont pas reprises dans cette liste (« pays du chocolat », « pays des mangeurs de grenouilles », « pays du secret bancaire », etc.).

## Pays actuels
- Afghanistan : le cimetière des empires[1] (en référence à l’occupation perse, les 3 guerres anglo-afghanes puis, de l'invasion soviétique et l'intervention américaine soldées par des échecs)
- Afrique du Sud : la nation arc-en-ciel[2]
- Albanie : le pays des Aigles[3], la forteresse des Balkans[4] (sous la république populaire socialiste ; cependant repris pour le Monténégro par Georges Castellan dans un de ses ouvrages sur ce dernier pays)
- Algérie : Le pays des fennecs, le pays au million et demi de martyrs[5]
- Allemagne : outre-Rhin[6] (pour la France), outre-Moselle[7] (pour le Luxembourg) et outre-Oder[8] (pour la Pologne).
- Arménie : la patrie de Noé, Nairi[9]
- Australie : le pays des kangourous[10], le Sixième Continent[11] (confusion possible avec l’Antarctique), le Cinquième continent[réf. nécessaire], le continent des Antipodes[12], Oz[13] (surtout utilisé en langue anglaise)
- Belgique : le Plat Pays (suivant la chanson de Jacques Brel), « outre-Quiévrain » (Quiévrain étant en Belgique, cela désigne la France depuis la Belgique)[14], le pays du surréalisme[15].
- Bénin : le quartier latin de l'Afrique[16], (ex-royaume du Dahomey) l'enfant malade de l'Afrique[17].
- Biélorussie (ou Bélarus) : le pays aux yeux bleus[18], la Russie blanche[19], la Ruthénie[20], le berceau de la civilisation slave[réf. nécessaire].
- Brésil : l'éternel pays d'avenir (selon les dires de Georges Clemenceau)[21].
- Bulgarie : la Prusse des Balkans (avant l'ère communiste).
- Burkina Faso : le pays des Hommes intègres (en mooré, Burkina signifie « hommes intègres » alors que Faso désigne « le pays » en langue bambara. Ces deux langues sont très utilisées par les Burkinabè.
- Burundi : le cœur d'Afrique[réf. nécessaire], le pays aux mille et une collines[réf. nécessaire].
- Côte d'Ivoire : Terre d'Éburnie (en référence a la partie forestière du pays)
- Cameroun : « l'Afrique en miniature » (phrase lancée dans les années 1970 par le ministère camerounais du Tourisme)[22], le Triangle d'Afrique centrale[réf. nécessaire].
- Canada : « D’un océan à l’autre » devise officielle, « amas de cabanes », d’après Jacques Cartier[23], « le pays à la feuille d'érable », « quelques arpents de neige » pour Voltaire[24], « Up North, Great White North », pour les gens des États-Unis (et quelques autres expressions désobligeantes)[25], la Belle Province pour la province de Québec[26].
- Chine : l’Empire du Milieu[27], l’Empire Céleste (voir l'article correspondant), le « Géant qui sommeille »; pour la République populaire de Chine[réf. nécessaire], la « Chine populaire »[28], ou la « Chine communiste »[29].
- République de Chine : très communément appelée Taïwan, du nom de la principale île la composant ; dite également Taipei (nom anglais utilisé aux Jeux olympiques : Chinese Taipei) du nom de sa capitale, Chine de Taïpeï, « Chine libre » ou « Chine nationaliste » (par opposition à la Chine dite « populaire » ou « communiste »), Formose.
- Chypre : l’île d'Aphrodite[30].
- République du Congo : le Congo-Brazzaville (du nom de sa capitale) ou plus familièrement le Congo-Brazza.
- République démocratique du Congo : le Congo-Kinshasa (du nom de sa capitale) ou plus familièrement le Congo-Kin, le Congo-Zaïre (de l’ancien nom du pays), le Congo-Léopoldville (vieilli), le Congo ex-belge
- Corée (entité constituée de deux pays) : le pays du Matin calme (plus fréquent mais provenant d’une erreur de traduction par les soldats américains pendant la Guerre de Corée du « pays du matin clair et frais ») ; le pays du Matin clair et frais (encore peu répandu, mais exact) ; le Royaume ermite (surnom du royaume de Corée sous la dynastie Chosŏn avant de désigner la seule Corée du Nord) ; la Terre de trois mille lis (le li coréen équivalant à 392 mètres)
- Corée du Nord : le pays des Grands Leaders[réf. nécessaire], le pays du secret (en raison de l'isolationnisme important du pays)[31].
- Costa Rica : la Suisse de l'Amérique centrale[32].
- Djibouti : la terre de rencontres et d'échanges (en raison de la diversité de la population)[33]
- Égypte : terre des Pharaons[34] ; un « don du Nil » selon Hérodote[35]
- Espagne : pays de Cervantes, la péninsule ibérique (comprend aussi le Portugal), au-delà des monts
- Estonie : le Tigre de la Baltique, l'Igaunie (par francisation brute du letton Igaunija)
- États-Unis : l'« Amérique » ; l'« Empire » (en absolu, surtout à l’extrême gauche) ; la Grande République américaine ; (le pays de) l’oncle Sam ; a Nation under God ; au Québec, on dit les États ou nos voisins du Sud ; en France, les States (prononcé [stɛts]) ; outre-Atlantique ; le « Grand Satan » (dans la phraséologie de la république islamique d'Iran)
- Éthiopie : l'« Abyssinie », nom historique de l'Empire qui désigne à l'origine les pays du nord de l'Éthiopie (Tigray, Amhara, Begemeder, Godjam et Shewa) ; « Le toit de l'Afrique » (les hauts plateaux d'Abyssinie constituent les plus vastes étendues montagneuses continues d'Afrique avec des altitudes allant de 2 000 à 4 000 m et qui descendent rarement sous les 1 500 m.)
- Finlande : le pays des Mille Lacs
- France (voir Locutions désignant la France) : le pays du fromage, l'Hexagone (les limites de la France métropolitaine continentale formant un hexagone irrégulier) ; pour le français : la langue de Molière ; pays des droits de l'homme ; la Doulce France (la Douce France)[réf. nécessaire] ; la Grande Nation (expression employée sous la Révolution) ; la fille aînée de l'Église, l'outre-Rhin (pour l'Allemagne); outre-Quiévrain, ou les camemberts, d'après le film Rien à déclarer (pour la Belgique) ; l'outre-Jura (pour la Suisse) ; l'Intérieur (expression employée en Alsace-Moselle pour parler du reste de la France) ; le Continent (expression employée en Corse pour désigner le reste de la France).
- Gabon : le pays d'Omar Bongo ou le pays aux Mille ethnies
- Grèce : Hellade[36],[37], pays des Hellènes, le berceau de la civilisation (occidentale)[38], le berceau de la démocratie (particulièrement sa capitale)[39].
- Guatemala : le pays de l'éternel printemps
- Haïti : la perle des Antilles
- Hongrie : le pays des Magyars (traduction de la dénomination locale de la Hongrie : Magyarország)
- Inde : le Sous-Continent, la plus grande démocratie au monde
- Irak : le pays des deux fleuves
- Iran : la Perse (ancien nom du pays)
- Irlande : l’île d'émeraude (poétiquement), ou plus souvent l’île verte ; la verte Erin ; le tigre celtique
- Israël : l'État hébreu ; l'État des Juifs (Herzl[40] : Der Judenstaat, et non l'« État juif »[41],[42], traduction française erronée qu'on a cru bon de corriger en « État hébreu », ce qui est tout autant erroné) ; « la Terre promise » (périphrases bibliques) ; la Terre sainte ; l'entité sioniste (périphrase nationaliste-arabe considérant qu'il ne s'agirait pas d'un « pays », reprise dans d'autres langues). L'expression désignant Canaan dans la Bible[43], « pays où coulent le lait et le miel »[44] a pu être interprétée comme désignant l'actuel territoire d'Israël (le lait et le miel étant des symboles d'abondance, de fertilité et de bénédiction dans la Bible, soit un lieu de richesse et de promesse) mais ce territoire étant régulièrement menacé de sécheresse, l'expression désigne plus vraisemblablement l'actuel Liban, pays bien arrosé[45].
- Italie : la Péninsule, la Botte (à cause de sa forme géographique : les Pouilles en forment le talon…) ; l'adjectif transalpin (par rapport à la France) désigne une chose qui est italienne mais pour les Italiens, cela désigne la France car trans signifie en latin  « de l’autre côté, au-delà » ; il bel paese.
- Japon : le pays du Soleil levant, la Prusse de l'Asie, l'Archipel, l'Archipel nippon
- Jordanie : le Royaume hachémite
- Laos : le Royaume du million d'éléphants
- Lesotho : le royaume dans les nuages
- Liban : le pays du Cèdre, le pays des Cèdres ou la Suisse de l'Orient (avec Beyrouth, la capitale, Paris de l'Orient), le pays « où coulent le lait et le miel »[46],[45].
- Libye : l'État des masses (jamâhiriyya)
- Luxembourg : le Grand-Duché ou le petit Grand-Duché, Lululand (péjoratif), le GDL
- Madagascar : l'Île rouge (couleur de la latérite), La Grande île, l'Île continent (du fait de sa grande diversité bio-géographique)
- Maurice : la perle de l'océan Indien, l'île sœur, surnommée ainsi par les habitants de l'île de La Réunion.
- Maroc : l'Empire chérifien, le royaume chérifien, le pays du couchant lointain (traduction littérale du nom officiel du pays en arabe), l'Extrême Occident (avec l'Ibérie musulmane, pour les Arabo-musulmans)
- Monaco : le Rocher
- Mongolie : le Pays du Ciel Bleu
- Monténégro : le Mont Noir (du vénitien Monte Negro)
- Nauru : l'île agréable
- Népal : le toit du monde
- Niue : l'île sauvage
- Norvège : le pays des Fjords, la pétromonarchie du nord, le pays du soleil de minuit
- Nouvelle-Zélande : le pays des Kiwis, le pays du long nuage blanc, le pays à la fougère argentée.
- Ouganda : la perle de l'Afrique
- Palestine : Terre sainte[47] ; terre des oliviers[48],[49] ; une « terre sans peuple pour un peuple sans terre »[50], phrase du comte de Shaftesbury (1801-1885) diffusée par le mouvement sioniste[51] et qui invisibilise les Palestiniens[52]
- Pays-Bas : le pays des tulipes, la « Hollande » (désigne normalement une région des Pays-Bas, mais fait souvent référence au pays entier), outre-Moerdijk (Belgique), l'autre pays du fromage (slogan publicitaire), nos voisins de l'Ouest (en allemand)
- Philippines : perle des mers d'Orient
- Pologne : l'outre-Oder (pour les Allemands) ; le « Christ des nations » (surtout durant la période ayant suivi les partages de la Pologne, à la fin du XVIIIe siècle)[53],[54],[55],[56]
- Portugal : « le pays des Œillets » (en référence à la révolution de 1974), la « Lusitanie », « le pays de Camões », « le pays aux douces coutumes » (o país de bandos costumes), « le pays de Salazar », « le Rectangle » (o Rectângulo), « le Rectangle européen » (o Rectângulo europeu). Pour le portugais, « la langue de Camões ».
- Royaume-Uni : « pays du thé » « Angleterre », « Grande-Bretagne », Albion (souvent qualifiée de perfide Albion en raison des contentieux passés), outre-Manche ; le pays sur lequel le soleil ne se couche jamais (son empire colonial s'étendant sur toutes les mers)
- Roumanie : le pays de Dracula
- Russie : la Mère Patrie (par métonymie de l'URSS, dont elle était la plus vaste république fédérée), le pays des tsars, le Grand Ours, la Rus', géant aux narines bouchées
- Rwanda : le pays des Mille collines
- Samoa : l'archipel des navigateurs
- Sénégal : Le pays de la Téranga (nom wolof qui signifie « Hospitalité ») et Sunu Gaal (qui signifie « Notre Pirogue »), Suisse de l'Afrique, sous la présidence d'Abdou Diouf (1981-2000) uniquement.
- Singapour : la Suisse d'Asie
- Suisse : la confédération helvétique (son nom officiel est Confédération suisse), la Confédération, l'Helvétie, le château d'eau de l'Europe, le pays du fromage, le pays du chocolat, outre-Jura (pour la France)[57].
- Thaïlande : le pays du Sourire, le pays des Hommes libres (définition en thaï)
- Togo : la petite Suisse de l'Afrique
- Tonga : les îles des amis (nom que James Cook avait attribué à l'archipel quand il l'a découvert, au XVIIIe siècle)
- Tunisie : la Verte, le pays du Jasmin
- Ukraine : la petite Russie, le panier d'Europe, le grenier à blé de l'Europe
- Uruguay : la Suisse d'Amérique du Sud
- Vatican : le Saint-Siège
- Yémen : le pays de l'encens[58]

## Groupe de pays
- Croissant fertile : région du Proche-Orient, qui s'étend de l'Egypte à l'Iran occidental.
- Machrek : le Levant, ou pays du soleil levant
- Maghreb : région d'Afrique du Nord regroupant actuellement l'Algérie, le Maroc, la Tunisie et parfois incluant la Libye[59] ; l'arabe Maghrib veut dire « Couchant , Ouest, Occident », (en opposition au Mashriq, le Levant)[60], c'est-à-dire « l'Orient »
- Occident : les pays à population d'origine européenne
- Orient : généralement on désigne ainsi l'Asie, en différenciant Proche, Moyen et Extrême orient
- Pays anglosaxons : les pays de langue et de culture anglaise

## Continents
- Europe : le Vieux Continent, l'Occident (expression utilisée aussi par l'Amérique du Nord)
- Amérique : le Nouveau Monde, outre-Atlantique (pour les Européens)
- Asie : l’Orient (l’expression désigne de façon variable l’ensemble des pays asiatiques y compris la Turquie, mais aussi quelquefois l'Est de l'Afrique du Nord), le Moyen-Orient, l'Extrême-Orient
- Afrique : le Continent Noir, le Berceau de l'Humanité

## Anciens pays
- Arabie heureuse : le pays de la myrrhe et de l'encens[61].
- Autriche-Hongrie (1867-1918) : la Double Monarchie ou la Monarchie danubienne. Elle formait également avec l'Allemagne et la Turquie ottomane « Les Empires centraux » lors de la Première Guerre mondiale.
- Empire ottoman : la Sublime Porte, la Porte, l'homme malade de l'Europe[62].
- Provinces Unies (1581 à 1795) : la Hollande pour la France, du nom de sa province d'alors, citée dans d'anciennes comptines.
- République des Deux Nations (1569-1795) : la République des deux nations, la Rzeczpospolita (son nom polonais), la République[63], ou le Commonwealth polo(no)-lituanien ; parfois même simplement la Pologne, surtout lorsque le contexte est déjà connu du lecteur[64].
- République de Venise : la Sérénissime
- Reich allemand : l'Allemagne nazie, l'empire hitlérien ou, ironiquement, le Reich de 1 000 ans.
- Union soviétique : « Russie » (la RSFS de Russie étant sa principale composante sur les plans politique, géographique et démographique), la Mère Patrie, le Grand Ours (ces deux expressions étant toujours utilisées pour désigner la Russie actuelle), le Grand Frère soviétique, la Patrie du communisme ou encore le Pays des Soviets en référence à Tintin. On pourrait aussi parler de l'Union indestructible des républiques libres qui est l'expression employée dans l'hymne soviétique[65].

## Provinces, départements, États américains ou autres

### Allemagne
- Bade-Wurtemberg (le) : parfois appelé par abus de langage le Pays de Bade, qui ne désigne en réalité que sa partie occidentale.

### Canada
- Québec (le) : La belle province (devise figurant sur les anciennes plaques d'immatriculation ; elle y a été remplacée en 1978 par la devise officielle de la province de Québec, « Je me souviens »)

### Chine
- Tibet (le) : le Pays des neiges, le Toit du Monde, l'Empire Céleste, l'empire du Milieu

### États-Unis
- Floride (la) : The Sunshine State : la salle d'attente du Bon Dieu, la maison de retraite de l'Amérique (en raison du nombre de retraités)
- Californie (la) : The Golden State : l'État en or/doré ; en référence à la richesse économique et géographique de l'État de Californie, à la ruée vers l'or de 1848 et probablement en référence phonétique au Golden Gate Bridge, pont emblématique de la baie de San Francisco
- Delaware : le Premier État
- Colorado : l'État du Centenaire
- Géorgie : l'État de la cacahuète
- Hawaï : l'État d'Aloha
- Michigan : l'État des grands lacs
- Nebraska : l'État du brou de maïs
- New York (l'État) : The Empire State : l'État de l'Empire
- Ohio : L’État du pavier
- Texas (le) : Lone Star State, soit en français État de l'étoile solitaire (en référence à l'unique étoile de son drapeau)
- Le Sud-est des États-Unis : la Sun Belt (ceinture du soleil) ou croissant du sud, la Bible belt (ceinture de la Bible).

### France
- Alsace-Lorraine : Reichsland (« Pays d'empire » ou « Terre d'empire »)
  -  Alsace : le pays des cigognes
- Auvergne : le pays aux volcans
- Bassin d'Arcachon : le Bassin
- Beauce : le grenier de la France
- Corrèze : le pays vert, la terre des présidents
- Corse (la) : l'île de Beauté
- Côte d'Azur (la) : la Crimée française ; French Riviera pour les Anglo-saxons
- Estuaire de la Loire : l'Estuaire (nom notamment d'une biennale d'art contemporain tout au long de l'estuaire de la Loire)
- Guadeloupe : Gwada, l'île papillon
  - Basse-Terre : l'île aux belles eaux (Karukera)
  - Grande-Terre : la petite Bretagne des Antilles, l'île aux gommiers (Cibuqueira)
  - Marie-Galante : l'île aux cent moulins, la grande galette
  - Saint-Martin : Friendly Island (« Île amicale »)
- Île-de-France : la région parisienne
- Île d'Yeu : le Rocher-de-la-sans-Culotterie pendant la Révolution française
- Lozère : le pays des sources
- Martinique : l'île aux fleurs, Madinina (ou Madiana = île mythique), le pays d'Aimé Césaire
- Mayotte : l'île aux parfums
- Nouvelle-Calédonie (la) : le Caillou
- Polynésie française : Fenua (« île, pays, territoire »), 987
  - Anaa : l’île aux nuages verts
  -  Bora-Bora : la perle du Pacifique
  - Maiao : l’île interdite
  -  Mataiva : l’île aux neuf yeux
  - Moorea : l’île sœur (de Tahiti)
  - Pinaki : l’île au trésor
  - Raiatea : l’île sacrée
  -  Tahiti : la Nouvelle-Cythère pour les navigateurs français, la reine du Pacifique
- Provence : le pays des cigales
- Pyrénées-Orientales : le pays catalan, la Catalogne du Nord
- Pyrénées-Atlantiques : le Béarn et le Pays Basque
- La Réunion : l'île intense
- Îles Kerguelen : les îles de la désolation
- Saint-Pierre-et-Miquelon : le Caillou, les îles des Onze Mille vierges pour les colons français
- Haute-Savoie : la Yaute
- Seine-Saint-Denis : le quatre-vingt-treize, le Neuf-trois, le neuf-cube[66].
- Touraine : le jardin de la France (depuis la fin du XVe siècle)

### Grèce
- Chalcidique (la) : le paradis secret de la Grèce

(Cythère et Chypre sont les îles d'Aphrodite) ; « ce paradis terrestre dont la France est l'ange gardien »[Information douteuse]

### Nouvelle-Zélande
- Tokelau (les) : les îles de l'Union pour les colons britanniques.
- Aotearoa : nom maori de la Nouvelle-Zélande signifiant également « Le pays du long nuage blanc ».

### Suisse
- Suisse alémanique : outre-Sarine